# Karangwuni (Sedong)
Karangwuni is een bestuurslaag in het regentschap Cirebon van de provincie West-Java, Indonesië. Karangwuni telt 4450 inwoners (volkstelling 2010).